# Page playoff
Page playoff er et turneringsformat, der primært bliver brugt som slutspilsformat for fire hold i store curlingmesterskaber. De fire hold findes som regel ved en foregående alle-mod-alle-turnering, hvorfra de fire bedste hold går videre. De fire hold seedes 1-4 efter deres placering i alle-mod-alle kampene, og holdene spiller en blanding af en dobbelt-elimination og enkelt-elimination-turnering om placeringerne 1-4. 
Page playoff-systemet blev brugt første gang af Canadian Curling Association i Labatt Brier 1995, det canadiske mesterskab for herrehold, og det blev indført året efter i Scott Tournament of Hearts 1996, det canadiske kvindemesterskab. Det blev efterhånden bredt accepteret og i 2005 blev det indført ved VM i curling, men det er endnu ikke blevet indført ved vinter-OL's curlingturneringer.
I 2007 indførte World Curling Federation en modifikation af formatet, der medførte en tilføjelse af en bronzekamp. Siden 2008 er formatet med bronzekamp blevet anvendt ved VM i curling, mens formatet uden bronzekamp forsat anvendes ved f.eks. EM i curling.
Bortset fra i curlingverdenen bruges systemet af International Softball Federation i kvalifikationen til VM og OL. Formatet har også fundet anvendelse i nogle internetspil-events, såsom skak og backgammon.
Systemet er identisk med et McIntyre playoff for fire hold – et system, der først blev anvendt i Victorian Football League i Australien i 1931, og som oprindeligt blev kaldt Page-systemet (eller Page-McIntyre-systemet) efter VFL-repræsentaten Percy Page, der foreslog det indført.

## Format
Systemet forudsætter at de deltagende hold på forhånd er rangeret eller seedet, således at de to bedste hold har en fordel frem for nr. 3 og 4. Dette er som regel sket ved en foregående alle-mod-alle-turnering, hvorfra kun de fire bedste hold er gået videre.
I to kampe, der ofte kaldes playoff 1/2 og playoff 3/4, spiller holdene, der er seedet nr. 1 og 2 hhv. nr. 3 og 4 mod hinanden. Vinderen af playoff 1/2 (nr. 1 – nr. 2) kvalificerer sig direkte til finalen. Taberen af playoff 1/2 spiller mod vinderen af playoff 3/4 (nr. 3 – nr. 4) om den anden finaleplads i en kamp, der kaldes semifinalen. Taberen af playoff 3/4 ender som nr. 4, taberen af semifinalen ender som nr. 3, mens vinderen af semifinalen spiller mod vinderen af playoff 1/2 i finalen, og vinderen af denne kamp kåres som vinder af mesterskabet.
| Kamp        | Hold                                         |
| ----------- | -------------------------------------------- |
| Playoff 1/2 | Hold nr. 1 - Hold nr. 2                      |
| Playoff 3/4 | Hold nr. 3 - Hold nr. 4                      |
| Semifinale  | Taber af playoff 1/2 - Vinder af playoff 3/4 |
| Finale      | Vinder af playoff 1/2 - Vinder af bronzekamp |
Dette betyder, at de to højst seedede hold fortsat har mulighed for at vinde turneringen, selvom de taber den første kamp i slutspillet. Det giver de to bedste hold er klar fordel over de øvrige to, f.eks. i de første 12 år ved The Brier, 11 år ved Tournament of Hearts og efter det første VM i curling, er det kun sket én gang, at det tredje- eller fjerdeseedede hold har vundet turneringen.
For at sikre, at det førsteseedede hold trods alt får en fordel af at slutte på førstepladsen, får det hold ofte tildelt hjemmebane i playoff 1/2 mod nr. 2. I curlingmesterskaber kan holdet tildeles sidste sten i første ende, hvilket er en fordel i kampe mellem jævnbyrdige hold.

### Konsekvenser
Der er følgende konsekvenser for holdene i et Page playoff:
- Mindst et af holdene seedet 1 og 2 kommer i finalen.
- Holdene seedet 1 og 2 bevarer muligheden for at vinde turneringen, selvom de taber første kamp i slutspillet.
- Holdene seedet 1 og 2 kan i værste fald slutte på tredjepladsen.

- Højst et af holdene seedet 3 og 4 kan komme i finalen.
- Ét af holdene seedet 3 og 4 vil besætte fjerdepladsen.
- Holdene seedet 3 og 4 skal vinde to kampe i træk for at komme i finalen.
- Holdene seedet 3 og 4 skal vinde tre kampe i træk for at vinde turneringen.

Tabellen herunder viser sandsynligheden for at slutte som hhv. vinder, nr. 2, nr. 3 og nr. 4 i en turnering med et traditionelt slutspil med to semifinaler, en bronzekamp og finale sammenlignet med en turnering med et Page playoff.
| Slutspilssystem   | Traditionelt | Traditionelt | Traditionelt | Traditionelt | Page playoff | Page playoff | Page playoff | Page playoff |
| Endelig placering | Vinder       | Sølv         | Bronze       | Nr. 4        | Vinder       | Sølv         | Bronze       | Nr. 4        |
| ----------------- | ------------ | ------------ | ------------ | ------------ | ------------ | ------------ | ------------ | ------------ |
| Hold seedet nr. 1 | 25 %         | 25 %         | 25 %         | 25 %         | 37,5 %       | 37,5 %       | 25 %         | 0 %          |
| Hold seedet nr. 2 | 25 %         | 25 %         | 25 %         | 25 %         | 37,5 %       | 37,5 %       | 25 %         | 0 %          |
| Hold seedet nr. 3 | 25 %         | 25 %         | 25 %         | 25 %         | 12,5 %       | 12,5 %       | 25 %         | 50 %         |
| Hold seedet nr. 4 | 25 %         | 25 %         | 25 %         | 25 %         | 12,5 %       | 12,5 %       | 25 %         | 50 %         |

## Page playoff med bronzekamp
Pr. 1. juni 2007 indførte World Curling Federation en bronzekamp i formatet for slutspillet i deres curlingturneringer. En ekstra kamp (bronzekampen) blev tilføjet, så taberen af semifinalen ikke automatisk modtager bronzemedaljer. I bronzekampen mødes taberen af semifinalen med taberen af playoff 3/4, og vinderen af denne kamp modtager bronzemedaljer, mens taberen bliver nr. 4.
| Kamp        | Hold                                         |
| ----------- | -------------------------------------------- |
| Playoff 1/2 | Hold nr. 1 - Hold nr. 2                      |
| Playoff 3/4 | Hold nr. 3 - Hold nr. 4                      |
| Semifinale  | Taber af playoff 1/2 - Vinder af playoff 3/4 |
| Bronzekamp  | Taber af semifinale - Taber af playoff 3/4   |
| Finale      | Vinder af playoff 1/2 - Vinder af bronzekamp |
Det medførte, at holdene seedet 1 eller 2 efter grundspillet ikke længere begge er sikret medaljer, og at fjerdepladsen ikke nødvendigvis tilfalder et af holdene seedet 3 eller 4.
Denne variant blev første gang anvendt ved junior-VM i curling 2008 i Östersund.
Tabellen herunder viser sandsynligheden for at slutte som hhv. vinder, nr. 2, nr. 3 og nr. 4 i et traditionelt slutspil med to semifinaler, en bronzekamp og finale sammenlignet med en turnering med et Page playoff med hhv. uden bronzekamp.
| Slutspilssystem     | Traditionelt | Traditionelt | Traditionelt | Traditionelt | Page playoff | Page playoff | Page playoff | Page playoff | Page playoff med bronzekamp | Page playoff med bronzekamp | Page playoff med bronzekamp | Page playoff med bronzekamp |
| Endelig placering   | Vinder       | Sølv         | Bronze       | Nr. 4        | Vinder       | Sølv         | Bronze       | Nr. 4        | Vinder                      | Sølv                        | Bronze                      | Nr. 4                       |
| ------------------- | ------------ | ------------ | ------------ | ------------ | ------------ | ------------ | ------------ | ------------ | --------------------------- | --------------------------- | --------------------------- | --------------------------- |
| Hold seedet nr. 1/2 | 25 %         | 25 %         | 25 %         | 25 %         | 37,5 %       | 37,5 %       | 25 %         | 0 %          | 37,5 %                      | 37,5 %                      | 12,5 %                      | 12,5 %                      |
| Hold seedet nr. 3/4 | 25 %         | 25 %         | 25 %         | 25 %         | 12,5 %       | 12,5 %       | 25 %         | 50 %         | 12,5 %                      | 12,5 %                      | 37,5 %                      | 37,5 %                      |